# جيمس دوغلاس إليوت
جيمس دوغلاس إليوت (بالإنجليزية: James Douglas Elliott)‏ هو محامي وقاضي أمريكي، ولد في 7 أكتوبر 1859، وتوفي في 30 يناير 1933.